# Lamotte-Beuvron
Lamotte-Beuvron település Franciaországban, Loir-et-Cher megyében. Lakosainak száma 4519 fő (2022. január 1.). Lamotte-Beuvron Vouzon, Chaumont-sur-Tharonne és Nouan-le-Fuzelier községekkel határos.

## Népesség
A település népességének változása:
| Lakosok száma | 4073 | 4345 | 4247 | 4529 | 4798 | 4750 | 4724 | 4667 | 4611 | 4519 |
|               | 1968 | 1982 | 1990 | 2006 | 2013 | 2015 | 2017 | 2019 | 2020 | 2022 |